# Andrew Wyeth
Andrew Newell Wyeth (Chadds Ford, Pennsylvania, 12 juli 1917 - aldaar, 16 januari 2009) was een Amerikaans realistisch schilder. Zijn bekendste werk is Christina's World (1948).
Andrew Wyeth was de jongste van vijf kinderen en omdat hij een slechte gezondheid had werd hij thuis onderwezen door zijn ouders. Hij leerde schilderen van zijn vader Newell Convers Wyeth, een van de bekendste Amerikaanse illustratoren, die zo'n 3000 schilderijen maakte en 112 boeken illustreerde, waaronder de klassiekers Treasure Island, Kidnapped en The Boy’s King Arthur.
Hij schilderde ook kaarten voor de National Geographic Society. 

## Leven en werk
Wyeths carrière werd gelanceerd toen hij in oktober 1937 zijn eerste solotentoonstelling had van waterverfschilderijen in de Macbeth Gallery in New York. Het was een groot succes en alle werken waren al snel uitverkocht. Hij deed ook een beetje aan illustreren in zijn vroege carrière.
Vanaf 1939 begon hij met een bijna fotografische nauwkeurigheid landschappen te schilderen van met name Pennsylvania en Maine, waar hij zijn zomers doorbracht. Wyeth maakte gebruik van tempera, dat zijn zwager Peter Hurd bij hem geïntroduceerd had. Hij schilderde verlaten plekken met hier en daar een eenzame figuur en maakte vaak gebruik van bruinen en grijzen.
Wyeths tempera's werden in 1941 in de Macbeth Gallery Show geëxposeerd en in 1943 op de "American Realists and Magic Realists" expositie in het Museum of Modern Art in New York. Zijn werk viel onder de categorie magisch realisme.
Zijn vader stierf in oktober 1945, wat een grote invloed op Wyeth had. Hierna werd zijn werk emotioneler. Hoewel hij in zijn eerdere werk ook af en toe een menselijke figuur geschilderd had, bijvoorbeeld in Rum Runner (1944), begon hij pas na zijn vaders dood serieus mensen te schilderen. 
In 1966 trok een belangrijke overzichtstentoonstelling van Wyeths werk in de Pennsylvania Academy of the Fine Arts in Philadelphia en het Baltimore Museum of Art in 1966-67 honderdduizenden bezoekers en brak bezoekersrecords in 1967 in het Whitney Museum of American Art voordat het naar het Art Institute of Chicago ging. 
In de periode 1971-1985 schilderde Andrew Wyeth een reeks portretten, getiteld de Helga Pictures. Hij maakte hiervoor 247 studies van zijn buurvrouw, de Pruisische Helga Testorf, die onder meer muzikante was. 
In 1977 maakte Wyeth zijn eerste reis naar Europa, om geïnstalleerd te worden in de Franse Académie des beaux-arts, de enige Amerikaanse kunstenaar sinds John Singer Sargent in de Académie werd opgenomen. In 1978 werd hij door de Sovjetrussische Academie van de Kunsten gekozen tot erelid. In 2007 ontving Wyeth de National Medal of Arts.
In 1940 trouwde hij met Betsy James. Hun zoon Jamie Wyeth werd ook schilder.